# Kap Crewe
Das Kap Crewe ist ein Kap an der Nordküste Südgeorgiens, das die Nordseite der Einfahrt zur Cook Bay markiert.
Die Benennung des Kaps geht ungefähr auf das Jahr 1912 zurück, der Namensgeber ist unbekannt.